# Ken Shimizu
Ken Shimizu (jap. 清水健 Shimizu Ken; ur. 1 września 1979 w prefekturze Chiba) – japoński aktor AV i reżyser filmów dla dorosłych, znany również jako Shimiken (しみけん). Wystąpił w ponad 10 000 filmów i pojawia się, na co trzeciej wypożyczonej płycie DVD z popularnymi aktorkami AV. W 2005 roku zajął szóste miejsce na 13 Mistrzostwach Tokio w kulturystyce.
Shimizu również tworzy homoseksualne filmy dla dorosłych i jest popularną postacią w społeczności gejowskiej.